# Torneo Uncaf Sub-17 de 2011
El Torneo Uncaf Sub-17 de 2011 fue un torneo que reunió a cinco países centroamericanos con sede en Costa Rica.

## Sede
La ciudad de Quesada, ubicada en el Cantón de San Carlos fue la sede del torneo.
| Quesada |                               |         |
| Quesada | Quesada                       | Quesada |
| ------- | ----------------------------- | ------- |
| Quesada | Estadio Carlos Ugalde Álvarez |         |
| Quesada | Capacidad: 4 500              |         |
| Quesada |                               |         |

## Equipos participantes
| Equipos participantes | Equipos participantes | Equipos participantes |
| --------------------- | --------------------- | --------------------- |
| Costa Rica            | Guatemala             | Panamá                |
| El Salvador           | Nicaragua             |                       |

## Desarrollo

### Tabla de posiciones
| Pos. | Selección   | Pts. | PJ | PG | PE | PP | GF | GC | DG  |
| ---- | ----------- | ---- | -- | -- | -- | -- | -- | -- | --- |
| 1.   | Costa Rica  | 12   | 4  | 4  | 0  | 0  | 17 | 1  | 16  |
| 2.   | Panamá      | 7    | 4  | 2  | 1  | 1  | 9  | 3  | 6   |
| 3.   | Guatemala   | 5    | 4  | 1  | 2  | 1  | 5  | 5  | 0   |
| 4.   | El Salvador | 2    | 4  | 0  | 2  | 2  | 2  | 7  | –5  |
| 5.   | Nicaragua   | 1    | 4  | 0  | 1  | 3  | 3  | 20 | –17 |

| Fecha                    | Lugar   | Local       | Resultado    | Visitante   |
| ------------------------ | ------- | ----------- | ------------ | ----------- |
| 5 de septiembre de 2011  | Quesada | El Salvador | 1 – 1 (0:0)  | Guatemala   |
| 5 de septiembre de 2011  | Quesada | Costa Rica  | 10 – 0 (4:0) | Nicaragua   |
| 7 de septiembre de 2011  | Quesada | Panamá      | 1 – 0 (1:0)  | El Salvador |
| 7 de septiembre de 2011  | Quesada | Costa Rica  | 1 – 0 (0:0)  | Guatemala   |
| 8 de septiembre de 2011  | Quesada | Panamá      | 6 – 0 (2:0)  | Nicaragua   |
| 8 de septiembre de 2011  | Quesada | Costa Rica  | 4 – 0 (2:0)  | El Salvador |
| 9 de septiembre de 2011  | Quesada | Nicaragua   | 1 – 1 (1:0)  | El Salvador |
| 9 de septiembre de 2011  | Quesada | Panamá      | 1 – 1 (0:0)  | Guatemala   |
| 10 de septiembre de 2011 | Quesada | Guatemala   | 3 – 2 (2:1)  | Nicaragua   |
| 10 de septiembre de 2011 | Quesada | Costa Rica  | 2 – 1 (0:1)  | Panamá      |